# شیرشاه، ملتان
شیرشاه (به انگلیسی: Sher Shah) یک منطقهٔ مسکونی در پاکستان است که در پنجاب واقع شده‌است.